# 실리콘 밸리의 신화
《실리콘 밸리의 신화》(영어: Pirates Of Silicon Valley)는 1999년에 공개된 미국의 영화이다. 스티븐 잡스와 빌 게이츠의 생애에 대해 다루었다. 마틴 버크가 감독하고 각본을 썼으며, 노아 와일, 안소니 마이클 홀가 주연했다.

## 출연

### 주연
- 노아 와일
- 안소니 마이클 홀

### 조연
- 조이 스롤트닉
- 존 디 마지오
- 조쉬 홉킨스
- 젬마 잠프로그나
- 보디 엘프만

## 기타
- 미술: 제프 긴
- 의상: 메이 루스
- 배역: 리사 프레이버거